# Entasis

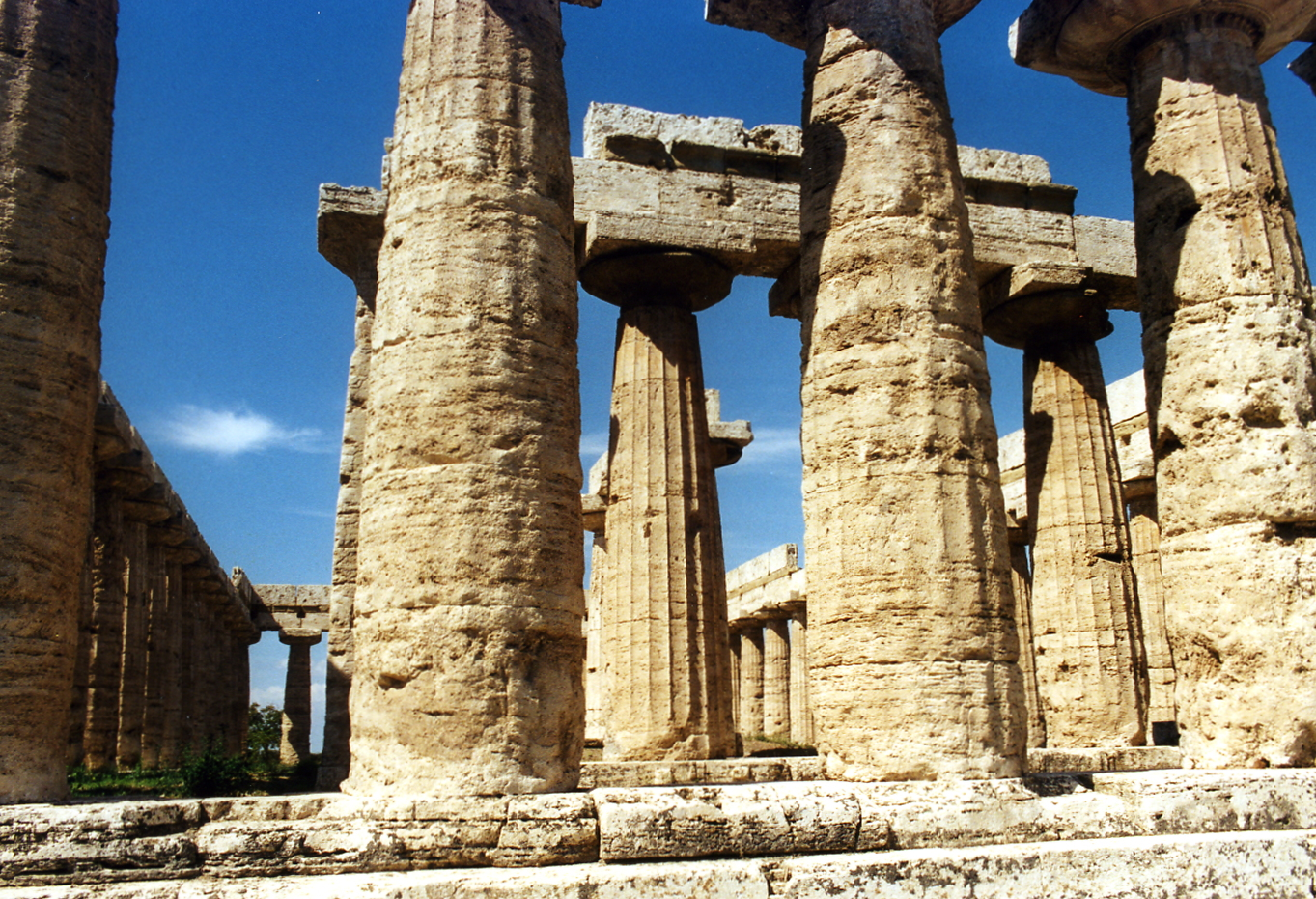
Kolumnada w Paestum

Entasis (etazis) – lekka wypukłość, wybrzuszenie trzonu kolumny w porządku doryckim, występujące mniej więcej na jednej trzeciej jej wysokości.
Poszerzenie otrzymywane jest przez nałożenie poszerzających się bębnów kamiennych do 2/3 wysokości (najszerszy jest trzeci bęben licząc od dołu), powyżej bębny są węższe. Zabieg ten likwidował złudzenie optyczne powodujące wrażenie wklęsłości kolumn i ugięcia belkowania. Entasis była stosowana w starożytnej architekturze greckiej i rzymskiej, a także średniowiecznej.